# 吕迪格·施努法泽
吕迪格·施努法泽（德語：Rüdiger Schnuphase，1954年1月23日—），德国男子足球运动员，司职中场。他曾代表东德国奥队参加1980年夏季奥林匹克运动会足球比赛，获得一枚银牌。